# Hélène Échinard
Hélène Échinard, née Carbonne le 25 mai 1943 à Marseille, est une historienne française spécialisée dans l'histoire des femmes marseillaises.

## Biographie
Agrégée d'histoire, elle a enseigné l'histoire-géographie dans l'enseignement secondaire. Elle est vice-présidente d'associations de défense des droits des femmes.

### Activités éditoriales

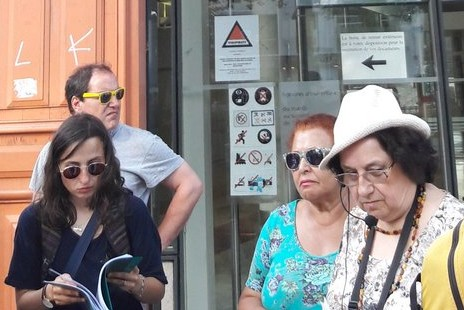
Hélène Echinard raconte les femmes de Marseille

Elle est co-autrice, avec Renée Dray-Bensousan, Régine Goutalier, Catherine Marand-Fouquet, Éliane Richard, Huguette Vidalou-Latreille, d'un dictionnaire consacré aux femmes de Marseille, intitulé Marseillaises, vingt-six siècles d'histoire,,. Ce projet d'écriture est né lors d'une réunion organisée par le CODIF – Centre d'Orientation, de Documentation et d'Information Féminin – où il était demandé aux historiennes marseillaises de raconter leur histoire pour la revue Femmes-info ; la brochure rencontre un franc succès. Le dictionnaire est primé à plusieurs reprises[réf. souhaitée].
Hélène Echinard dirige l'ouvrage Marseille au féminin, le quartier Belsunce du Moyen Âge à nos jours, publié sous l'égide de l'Association des Femmes de la Ville (AFV).
Plusieurs publications se sont faites en collaboration : Marseillaises, Les femmes et la Ville, Femmes entre ombre et lumière, recherches sur la visibilité sociale (XVIe- XXe siècle), Le Panthéon des femmes. Figures et représentations des héroïnes, mais aussi seule : Les écrivains Marseillais
Elle collabore parfois avec Pierre Echinard dont elle est l'épouse, et Georges Reynaud, à la rédaction de Souvenirs de Julie Pellizzone-Journal d'une Marseillaise qui a reçu le Grand Prix Historique de Provence en 1996.
Elle est très impliquée sur la reconnaissance de l'égalité des genres et participe à des sorties et rencontres pour partager ses connaissances[réf. souhaitée].

## Distinctions
- 2016 :  Chevalier de la Légion d'honneur[14].